# Прапор Єрусалима
Прапор Єрусалима є символом міста Єрусалим, столиці Ізраїлю.

## Історія і опис
Затверджений у 1949 році.
Геральдичний щит являє собою англійську форму, обведену синім контуром. На щиті зображено Стіну Плачу жовтого кольору і синю фігуру лева, який стоїть на задніх лапах в обрамленні оливкових гілок. Над щитом назва міста написана на івриті. Лев символізує рід (коліно) Юди (див. Лев Юди), оливкові галузки символізують мир, синій колір води символізує юдаїзм.